# اسماعیل خواجویی
محمداسماعیل خواجویی مازندرانی یا ملقب به ملا اسماعیل خواجویی (درگذشته ۱۱۷۳ قمری - اصفهان) فرزند محمدحسین (علاءالدین مازندرانی)  از فقهای شیعه‌است وی اصالتاً مازندرانی است اما در اصفهان بزرگ شده و متوطن بوده‌است. شیخ حسین ماحوزی بحرانی از اساتید اوست. از رویدادهای مهم عصر خواجویی فتنه‌ی افغان‌ها در ایران و به ویژه در اصفهان بود. ملا مهدی نراقی از شاگردان اوست و اثر مشهور او بشارات الشیعة نام دارد.

## تکیه و آرامگاه خواجویی
از جمله تکایایی که در قسمت لسان الارض واقع شده تکیه ملا اسماعیل خواجویی است که به واسطه وجود تعداد بی‌شماری از عالمان حوزه حکمت و فلسفه از اهمیت بالایی برخوردار است.
این تکیه پس از وفات ملا اسماعیل خواجویی، از بزرگ‌ترین علما و حکمای عصر افشاریه که بیشترین آثار و رسالات علمی را بین علمای مدفون در تخت فولاد دارد، به سال ۱۱۷۳ قمری و دفن وی در این بخش از تخت فولاد ایجاد شد. این تکیه بقعه و آرامگاه مخصوص نداشت هرچند پیرامون مزار خواجویی چهارطاقی‌هایی وجود داشته از جمله چهار طاقی مربوط به کتابفروش خوانساری که از بین رفته‌اند.
در سال ۱۳۷۸ خورشیدی و پس از اینکه مجموعه‌ی تاریخی، فرهنگی و مذهبیِ تخت فولاد سازماندهی و محوطه‌سازی تکیه‌ی خواجویی را به انجام رساند، آرامگاهی آجری بر سر مزار ملا اسماعیل خواجویی بنا شد. این مقبره را استاد برجسته‌ی معماری اصفهان، دکتر احمد امین پور، با الهام از نماد‌های سنتیِ معماری ایرانی‌اسلامی طراحی کرد.
- از جمله بزرگان مدفون در این تکیه
- ملا علی اکبر اژه‌ای عالم و فقیه برجسته متوفی ۱۲۳۲ قمری
- حاج محمد حسن خراسانی کلباسی متوفی ۱۱۹۰ قمری از فقهای برجسته
- میرزا محمد شمس الکتاب متوفی ۱۳۶۷ قمری خوشنویس و هنرمند
- ملا محمد ابراهیم جدلی متوفی ۱۱۹۹ قمری از علمای بزرگ و برجسته و استاد ملا عل نوری

## پیوند
سیاح، شمسی (۱۳۸۶). «خواجویی، ملا اسماعیل بن محمد حسین مازندرانی». دانشنامه اسلامیکا. 